# 水瀬さんち
水瀬さんち（みなせさんち）は、2001年10月6日から2002年10月5日の間、TBSラジオとラジオ関西（1日遅れ）で放送されていた、ゲーム『Kanon』のラジオ番組、またはそのCDドラマ。全53回。派生作品も本項で解説する。

## 概要
皆口裕子をパーソナリティとする、『Kanon』の公認アンソロジーラジオドラマ番組。ラジオ番組の正式な名前は『Kanon 水瀬さんち』。また、パーソナリティによるフリートーク部分を「ラジオ 皆口さんち」と称する。放送当初はラジオ番組自体のタイトルが決まっておらず、「水瀬さんち」というCDドラマの題名だけ出ていた。
昨今のラジオ番組とは違い、コーナーのようなものが存在せず、基本的にその週のゲストにちなんだラジオドラマが放送され、その合間に皆口とゲスト（時折メインの皆口一人だが）とのフリートークを交えたり、リスナーのお便りを読むのが基本という、ラジオとしてはスタンダードな形式であった。
また、厳密に言えばコーナーではないが、ラジオ版のみ「ふかわくんの謎の言葉」や「三村くんの謎のツッコミの言葉」と題してリスナーから奇妙な珍文を募り、ドラマの中で何の前触れもなく突然出てきた紙などに、採用された珍文が読まれた。CD収録版では、これらのネタはシナリオの流れに沿った自然な台詞に差し替えられた。
本作品の世界観はあくまでこのアンソロジーだけのものであり、ヒロインの素性や過去については一切触れられていない。

## 水瀬さんち
キャラクターは基本的に原作に準じているが、作風は同時発売されていたほとんどシリアスなアンソロジードラマCDとは違い、完全なコメディタッチとなっているため、原作とキャラクターが相当かけ離れているキャラクターが何名かいる。ただし、それらのキャラクターは一概に「致命的なまでにキャラが崩れている」というわけではなく、あくまで「もしかしたらこうなのではないか」という程度に脚色したものである。特にキャラクターが変わっているのは、原作においてもTV版（第1期）においてもどちらかというと活躍の薄かった「天野美汐」と「久瀬」の二人である。久瀬は後に劇場版『AIR』の「神尾さんち」にも出演（明確に名こそ出ていないが）するほど大胆で親しみやすい脚色がなされ、リスナーにも概ね好意的な評価を受けている。脚本は『Kanon』第1期より多くのkey作品の脚本を描いてきた中村誠が主導であると思われ、後のDVD-BOXの特典では彼であると明記されている。
当初、このドラマCDのリリースは1、2巻程度で終わる予定だったが、人気により5巻まで発売され、さらに後に発売されたテレビアニメ版『Kanon』（第1期）のDVD-BOX応募者特典として特別編が作られた。また前述の通り劇場版の『AIR』、『CLANNAD』においては「神尾さんち」「古河さんち」なるバリエーションまで生み出すほど、根強い人気を誇っている。

### パーソナリティー
- メインパーソナリティ － 皆口裕子
- ナレーター － 私市淳

### ゲスト
- 國府田マリ子（#2、#14、#26、#29、#38、#41、#51）
- 田村ゆかり（#3、#19、#28、#49）
- 川澄綾子（#5、#24、#31、#42）
- 飯塚雅弓（#6、#16、#37、#47）
- 坂本真綾（#7、#15、#35、#46）
- 堀江由衣（#9、#23、#33、#44）
- 佐藤朱（#10、#18、#32、#40）
- 川上とも子（#11、#20、#27、#50）
- 私市淳（#13、#21、#25、#26、#36、#38、#51、#52）
- 神谷浩史（#21、#48）
- 安田美和（#22、#30、#45）
- 関智一（#31）

### サブタイトル
| 『秋子さんのあさごはん』 | 『秋子さんのばんごはん』 |
| 第1回 水瀬家の朝の風景 第2回 秋子の料理リスト 第3回 栞の肖像画 第4回 香里の今そこにある危機 第5回 真琴の復讐への道 第6回 舞のバレンタイン 第7回 美汐のひとはそれを運命という 第8回 香里のホワイトデー 第9回 あゆの星に願いを 第10回 美汐のひとはそれを運命という･その2 第11回 久瀬の戦い 第12回 名雪の銭湯のオキテ                                                                            | 第13回 名雪のおつかい 第14回 祐一の明日はどっちだ! 第15回 真琴のにっきがかきたいな 第16回 栞のオトナへの道 第17回 舞と佐祐理の真昼の夢 第18回 あゆのタイヤキ探偵の事件簿 第19回 祐一と北川の学問賛歌･その1 第20回 祐一と北川の学問賛歌･その2 第21回 日溜りの街 第22回 雪の街に咲く花                                              |
| 『秋子さんのひるごはん』 | 『秋子さんのおべんとう』 |
| 第23回 名雪の大掃除 第24回 舞と佐祐理の鍋 第25回 あゆの料理に挑戦 第26回 美汐のおつかい 第27回 真琴のがっこうへいきたいな 第28回 あゆの続･タイヤキ探偵の事件簿 第29回 栞の役者への道 第30回 香里の夏と花火ととうもろこし 第31回 祐一の家族になった日 第32回 久瀬の食卓 第33回 舞のダルメシアンブレード                                                                                        | 第34回 水瀬家のクリスマス 第35回 名雪のお正月 第36回 秋子と名雪の親子ということ 第37回 舞と佐祐理のお花見･その1 第38回 舞と佐祐理のお花見･その2 第39回 祐一の友達の作り方教室 第40回 あゆの投稿ハガキ 第41回 名探偵水瀬秋子さんの事件簿 第42回 香里の図書館のオキテ 第43回 美汐の未来日記 第44回 真琴の夏の悲劇 第45回 久瀬の憂鬱 |
| 『秋子さんのティータイム』 | 『その他特典』 |
| 第46回 舞の料理に挑戦 第47回 秋子のおだやかな食卓 第48回 名雪の春休みの宿題 第49回 久瀬のプレゼント･フォー･ユー 第50回 祐一の雨の季節の憂い 第51回 真琴の労働の美学 第52回 水瀬家の夏の一日 第53回 あゆの本当にあったコワイ話 第54回 佐祐理と久瀬の秋空、高く 第55回 秋子のラジオデイズ 第56回 香里の禁じられた遊び 第57回 栞の走るストール 第58回 美汐の代理生徒 第59回 みんながいるこのまち | あさごはん 予告ドラマ ばんごはん 久瀬がゆく ひるごはん 久瀬時計の朝 おべんとう 久瀬の憂鬱、そして ティータイム 久瀬と秘密のジャム |

### メインキャラクター
キャラクターの基本設定は原作に準じているのでそちらを参照のこと。
水瀬秋子（みなせ あきこ）
声：皆口裕子
水瀬家の家主。タイトル通り本作品における主人公と言える人物。お米や何かの材料の買出しをよく祐一に頼む。何故か呼び捨てされるのが嫌いなようである。賑やかなのが好きなため、どんな頼まれごとをされても基本的に「了承」の一言で承諾してしまう。祐一も一秒で了承してくれると語っている。謎のジャムを作っている。ラジオの視聴が趣味。年齢に触れるネタを祐一に言われた（真琴による超誇大表現により）時にはストレートに怒りを表現せず「お米3袋買って来てください」とプレッシャーを与える形を取った。
相沢祐一（あいざわ ゆういち）
声：私市淳
水瀬家の居候。本編の主人公で、秋子同様毎回登場する。日常における様々な出来事や、個性的な仲間達に振り回され、周りの強引さに流されるなど多少情けない描写が目立つ。水瀬家の家族として扱われることを望むなど、原作以上に慎ましい面も見られる。「クレーン荒らしの祐一」と呼ばれるほどクレーンゲームが得意らしいが描写を見るにその実力には疑問が残る。
水瀬名雪（みなせ なゆき）
声：國府田マリ子
水瀬家の長女。舞台となる水瀬家の一員でかつ、秋子の娘ながら、本作品では大抵部活に行ったり百花屋にいったりしていて、本来より出番が少ない。北川より授業中多く寝ているうえに部活で忙しいのにもかかわらず、成績は良いようだ。よく痛い目に合う。
沢渡真琴（さわたり まこと）
声：飯塚雅弓
水瀬家の居候。一緒に暮らしているはずが、名雪がゲストの回だと登場しない（外食や銭湯など、本来一緒にいるのが自然な回において登場していない）時があり、厳密に二人が一緒に水瀬家にいたのは特典エピソードくらいしかない。常識的な物事を知らず、祐一の簡単な嘘に騙されたり、祐一の言ったことを妙に解釈したりする、トラブルの元。
川澄舞（かわすみ まい）
声：田村ゆかり
祐一たちの先輩にあたる。原作と違ってそれほど皆から疎まれているわけではないらしい。真琴ほどではないが、バレンタインの義理チョコを知らないなど世間知らずな部分がある。原作と同じく佐祐理を一番に考えている。「久瀬の戦い」にて祐一より「クレーン荒らし」の称号を継承した。
美坂栞（みさか しおり）
声：佐藤朱
香里の妹にして、祐一の後輩。お世辞にも褒められない絵を描くが、何故かあゆや秋子達などには素晴らしい絵に見えてしまうらしく、冷静な評価を下せるのは祐一・香里（妹に甘いためすばらしい絵と評価したこともある）・久瀬のみ。原作では重病を患っているが、今作では完治しているような（少なくとも良い方向に向かっている）描写がなされている。
月宮あゆ（つきみや あゆ）
声：堀江由衣
祐一の幼馴染。比較的原作と変更点が少ないキャラクター。探偵になることが多い。さらに原作以上にタイヤキが関わってくる話が多い。留守番を任されることもあり、水瀬家からよく信頼されているようだ。怖い話が大嫌い。
倉田佐祐理（くらた さゆり）
声：川上とも子
舞の親友。比較的原作と変更点が少ないキャラクター。本作品では原作で示唆されている家の華やかさで豪勢な部分が垣間見える。ほぼ毎回舞とセットで登場する。久瀬の好意に全くもって気づいていない。
天野美汐（あまの みしお）
声：坂本真綾
祐一の後輩。原作では物腰が上品で無口な性格だったが、今作では祐一に猛烈ながらも密かな好意を寄せている。内向的を通り越した凄まじい思い込みの激しさで、自分の世界に没入する。「運命、ですね……」が口癖。原作と性格が違う（原作の性格をより極端に解釈した）キャラクター。
美坂香里（みさか かおり）
声：川澄綾子
名雪の親友。栞との仲は良好である。祐一や北川から密かに恐れられている。祐一に好意を持たれていると勘違いすることが多く、美汐とは別の思い込みの激しさがある。よく自分の用事のために名雪を連れて行き、祐一を苦しい状況に追い込むことが多い。
北川潤（きたがわ じゅん）
声：関智一
祐一のクラスメイト。比較的出番が少ない（演じている関も一度しかゲストで来ていない）が、名前だけは物語中で頻繁にあがる。ゲーム（格闘ゲーム）が上手く、買った本人である祐一が思わず絶賛してしまうほど。しかし影が薄いのか、皆から無視されることも。祐一曰く意外とロマンチストな所があるという。
久瀬（くぜ）
声：神谷浩史
祐一達の同級生。生徒会会長。嫌味な性格だが、プライドが異常に高く見栄っ張りで、それ故に墓穴を掘って酷い目にあってしまう。秋子の料理を大袈裟に絶賛している。佐祐理に純粋で淡い好意を抱いている。自称「クレーン久瀬」の異名を持つほどのクレーンゲームの名人らしいが、実際はゲームに触れたこともないような素人的腕でしかない。その高飛車な性格から祐一にとても煙たがられている。原作・アニメのような陰湿さは少なめ。

## 神尾さんち
劇場版『AIR』のスペシャルエディションに特典としてついてくる「劇場版AIR」のアンソロジードラマCD。またはその中で合間に挿入されるCDラジオ番組。パーソナリティは川上とも子と緑川光。
本編で脚本を務めた中村誠がストーリーなどを完全に構成した作品であり、良くも悪くも大きな壁であった出崎統監督が一切関わっていない作品。
そのため、脚本家の描きたかった（と思われる）部分が垣間見える作品となっている。
本作品の原作である劇場版は、キャラクターの設定のいくつかがかなり違うものとなっていたが、本作品ではどちらかというと「原作基準の性格を生かしつつ、劇場版の世界観をモチーフにしたもの」となっている。そのため佳乃や美凪に関連する人物は聖以外登場しない。だがその代わりガヤの一つとして水瀬さんちの祐一、あゆ、秋子、久瀬の4名と思われる人物（名前は明確に呼ばれていない）がゲスト出演している。
また、ドラマの合間に挿入されるラジオ番組「神尾さんち」では、CDで行うオーディオコメンタリーという新しい試みで番組が構成されていた。

### サブタイトル
- アバン～メインタイトル～
- 第1話「往人、花園に遊ぶ（前・後）」
- 第2話「観鈴、夏休みの宿題をする」
- 第3話「往人、おなかをこわした」
- 第4話「往人、子供と対決する」

### メインキャラクター
キャラクターの基本設定は原作（劇場版色も多少ある）に準じている。
神尾観鈴（かみお みすず）
声：川上とも子
本作品の中心人物。毎回登場するが出番はどちらかというと少なく、周りに振り回されている。
国崎往人（くにさき ゆきと）
声：緑川光
本編での主人公。毎回登場する。原作のコメディ面を前面に押したキャラクターとなっている。独自の問題解答論を持つ。
神尾晴子（かみお はるこ）
声：久川綾
観鈴の母。観鈴との仲は悪いわけではないらしい。押しが強い。
霧島聖
声：冬馬由美
診療所の院長。ラーメン屋のおかげで腹を壊す人間が増えて困る一方で、収入が増えていることを少なからず喜んでいる。
少年A
声：私市淳
ラーメン屋の評判を聞いて駆けつけた少年。突っ込み役だが、難しい言葉をあまり知らない。
少女
声：堀江由衣
ラーメン屋の評判を聞いて駆けつけた少女。初対面の人間に指を刺して主婦より叱られる。往人の食い逃げの話に同調する。
主婦
声：皆口裕子
少年達を連れてきた保護者。冷静な突っ込みをする。良識人。
少年B
声：神谷浩史
難しい言葉を使う少年。馬鹿食いをして霧島診療所へ運ばれた。プライドが高い。
子供
声：進藤尚美
配達員・ラーメン屋
声：岡本寛志

## 古河さんち
劇場版パンフレットの特典版を購入するとついてくるCD。前回とは違ってより品が手に入りやすくなった。解説曰く「劇場版と話は全く違う」であるが、実質劇場版の後日談的楽屋オチ要素を盛り込んだ内容で、「特典だから」ということが強調された。水瀬さんちシリーズとしては異色の作品で、内容も非常に短い。ラジオパートは古河さんちともう一つ「坂上さんち」があり、両者ともゲストは野島健児である。後のラジオ展開を匂わせる発言もいくつかあったものの、秋からはTVアニメ版と連動した別の番組がスタートすることとなり、事実上「古河さんち」のラジオ番組は実現不可能となった。作中で「予算が足りない」など、本作品がシリーズ化しないことを嘆いたような風刺的な描写が見られる。劇場版DVDスペシャルエディションの特典CDに「古河さんちふたたび」という新作が収録された。前作の神尾さんちのような形式であるが、コメンタリーではなくトークCDとなっている。パーソナリティは「皆口裕子」で、実質水瀬さんちシリーズ皆勤賞となる。ドラマパートは学生編の時間軸となり、極一部のみKey作品のパロディ要素が含まれた。声援次第ではシリーズ化するとされているが、その動きは無い。

### サブタイトル

#### 特典版
- ドラマパート前編・中編・後編

#### ふたたび
- オープニング
- 第1話「公子、早苗の新作パンを食す」
- 第2話「春原、漫画にハマる」
- 第3話「だんご大家族、お花見に行く」

### メインキャラクター
岡崎朋也（おかざき ともや）
声：野島健児
本編の主人公。夢に振り回される。ふたたびでは店番をしており、周りに振り回されたりする。全話登場。
古河渚（ふるかわ なぎさ）
声：中原麻衣
本編の中心人物。古河パンの店番をしている。全話登場。
春原陽平（すのはら ようへい）
声：阪口大助
朋也の友人。ふたたびから登場。漫画にハマっており、他の人にもよく薦めている。映画本編よりやられ役になっている。
古河早苗（ふるかわ さなえ）
声：井上喜久子
渚の母。ふたたびから登場。知り合いに貰った緑色のジャムを使って新作パンを作るが……。
古河秋生（ふるかわ あきお）
声：置鮎龍太郎
本編の中心人物。ふたたびから登場。店番をほったらかして野球に興じており、関係ない時でもバットを持っている。借りた漫画を勝手に読んでしまう。
坂上智代（さかがみ ともよ）
声：桑島法子
古河パンの客。岡崎家に食事をつくりにいく面倒見の良いところがある。ふたたびでは漫画を薦められ、劇場版ではなかった原作を意識した設定が見られる。
藤林杏（ふじばやし きょう）
声：広橋涼
古河パンの客なのであるが……。出番がほとんどなく、何故かオチに使われ、台詞がフェードアウトしてしまう。
伊吹公子（いぶき こうこ）
声：皆口裕子
古河パンの客で、朋也達の恩師。ふたたびから登場。劇場版のような気丈さは少ない。新作ジャムパンをただ一人絶賛する。
芳野祐介（よしの ゆうすけ）
声：緑川光
公子の恋人。ふたたびから登場。杏に次いで出番がない。
岡崎汐
声：こおろぎさとみ
朋也と渚の子。まだ幼いはずだが……。ふたたびには登場しない。

## CDリリース
- Kanon・水瀬さんち〜秋子さんのあさごはん〜
- Kanon・水瀬さんち〜秋子さんのばんごはん〜
- Kanon・水瀬さんち〜秋子さんのひるごはん〜
- Kanon・水瀬さんち〜秋子さんのおべんとう〜
- Kanon・水瀬さんち〜秋子さんのティータイム〜
- 劇場版AIR・神尾さんち（スペシャルエディション特典）
- 劇場版CLANNAD・古河さんち（パンフレット特別版特典）